# Lena (pomme)
 (septembre 2011).
Si vous disposez d'ouvrages ou d'articles de référence ou si vous connaissez des sites web de qualité traitant du thème abordé ici, merci de compléter l'article en donnant les références utiles à sa vérifiabilité et en les liant à la section « Notes et références ».

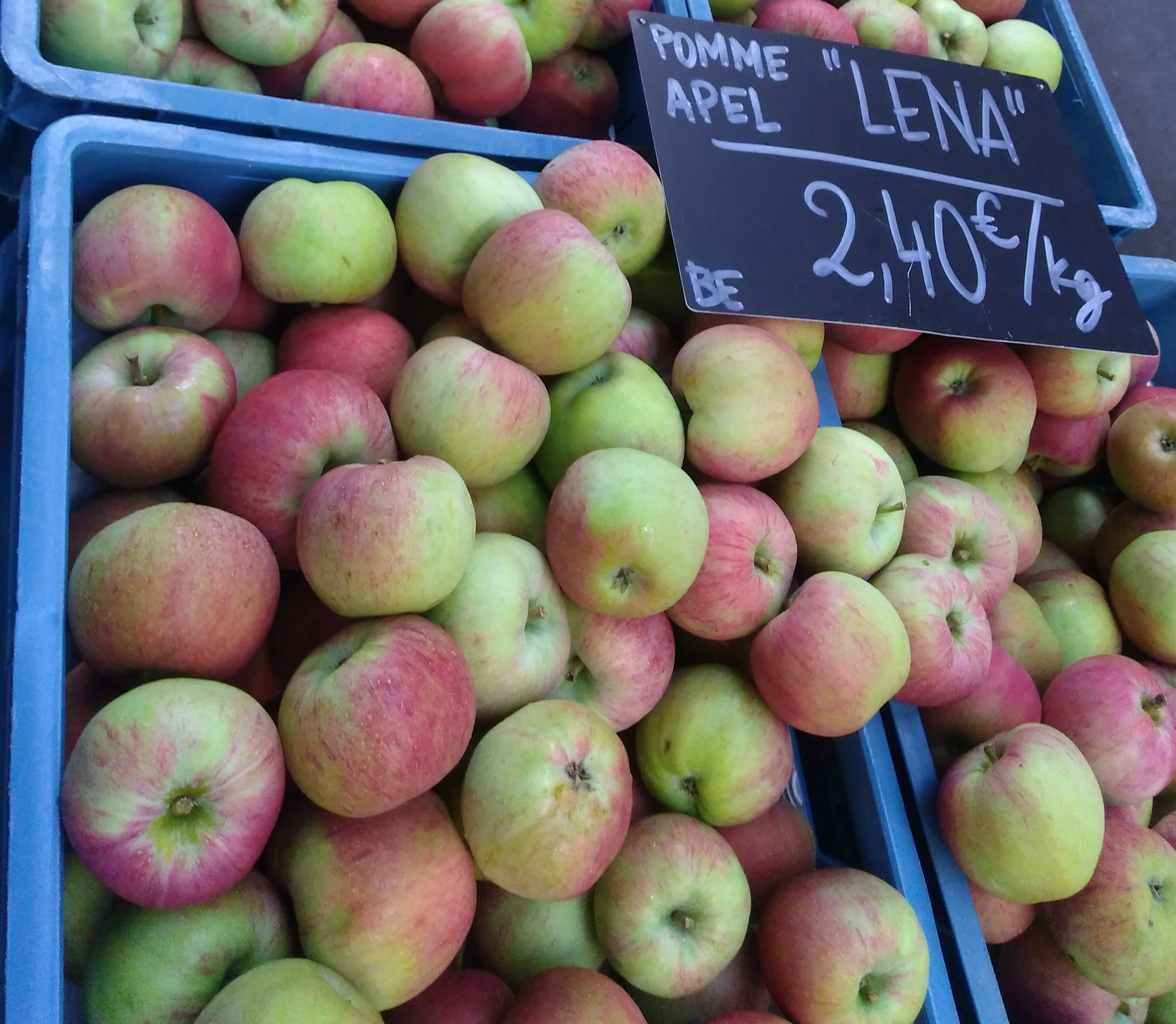
Pommes Lena

Lena est un cultivar de pommier domestique.

## Pollinisation
Variété diploïde
Groupe de floraison: B
Par: Rajka, Topaz